# Madalena Lutero

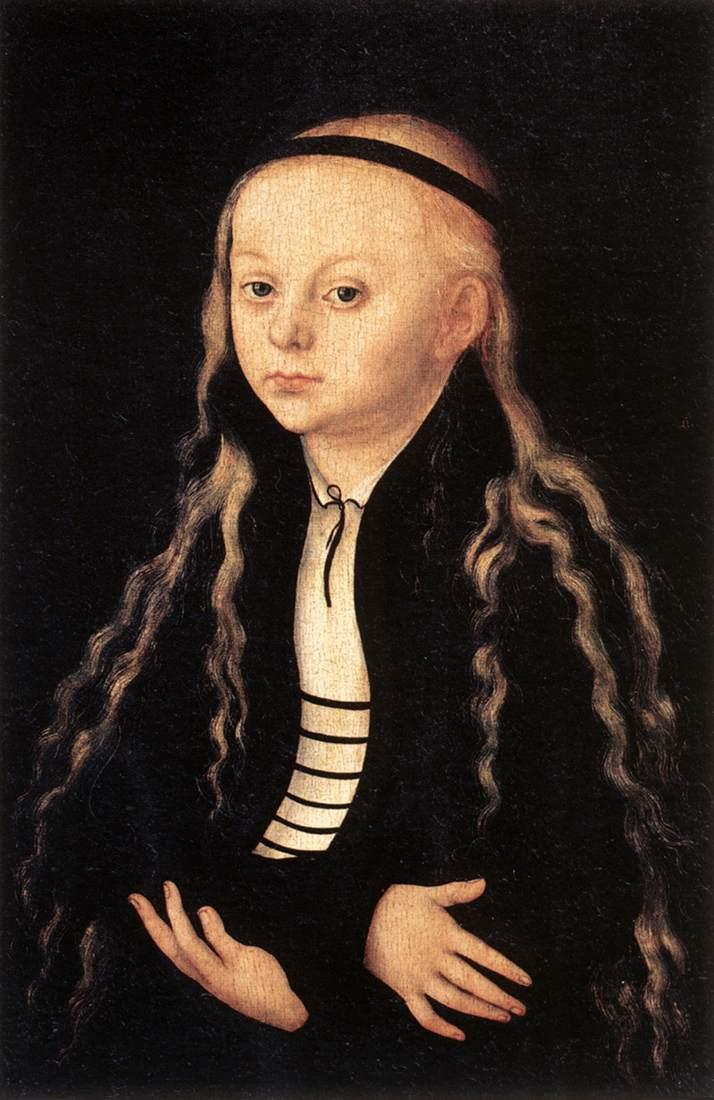
Um retrato de Madalena Lutero

Madalena Lutero (4 de maio de 1529 - 20 de setembro de 1542) foi a terceira criança e a segunda filha mulher do pregador e figura icônica da Reforma Protestante Martinho Lutero, e de sua esposa, Catarina de Bora. Ela morreu aos treze anos sem se casar.

## Vida
Madalena nasceu em Wittenberg como resultado do casamento entre Martinho Lutero e Catarina de Bora, sendo a terceira filha do casal, a segunda menina, mas a primeira que sobreviveu, visto que Elizabete, sua irmã mais velha, morreu com a idade de sete meses. Lutero informou a Nicholas von Amsdorf que Catarina tinha entrado em trabalho de parto e, depois de três horas, entregou, sem dificuldades, uma filha bem saudável. Madalena era uma pequena criança amada e ela foi apelidada de Lenchen dentro de sua família. Durante a Dieta de Augsburgo, em 1530, Lutero recebeu um retrato de um ano de Madalena de sua esposa e agradeceu-a por tal.

## Morte
Madalena faleceu nos braços de seus pais em Wittenberg depois de uma doença prolongada. As cartas de Lutero testemunham que a morte de Madalena foi um momento extremamente difícil para os pais e para seu irmão mais velho, Hans, que foi convocado para ficar com sua irmã nos dias finais de sua vida.